# 馬赫穆迪亞 (埃及)
馬赫穆迪亞（阿拉伯语：‎），埃及城市，位於布海拉省。它是尼羅河上重要的交易港口，負責溝通上埃及與下埃及之間的船運。由上埃及出發的船隻在此進入馬赫穆迪亞運河，連接到亞歷山卓，再進入地中海。開羅到亞歷山卓之間的船運也會經由這個城市。